# Équipe de Roumanie de rugby à XV
Ne doit pas être confondu avec Équipe de Roumanie féminine de rugby à XV.
L'équipe de Roumanie de rugby à XV est l'équipe représentant la Roumanie dans les compétitions internationales majeures de rugby à XV telles que la Coupe du monde ou le championnat d'Europe. Sous l'égide de la fédération roumaine de rugby à XV, elle fait partie des nations dites du « Tiers 2 ».

## Historique

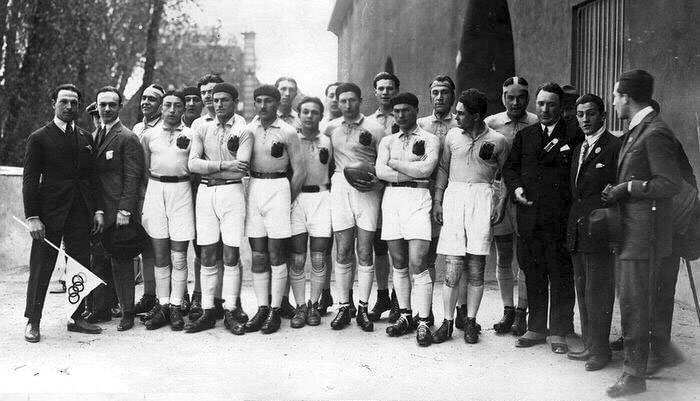
L'équipe de Roumanie aux Jeux olympiques de 1924.

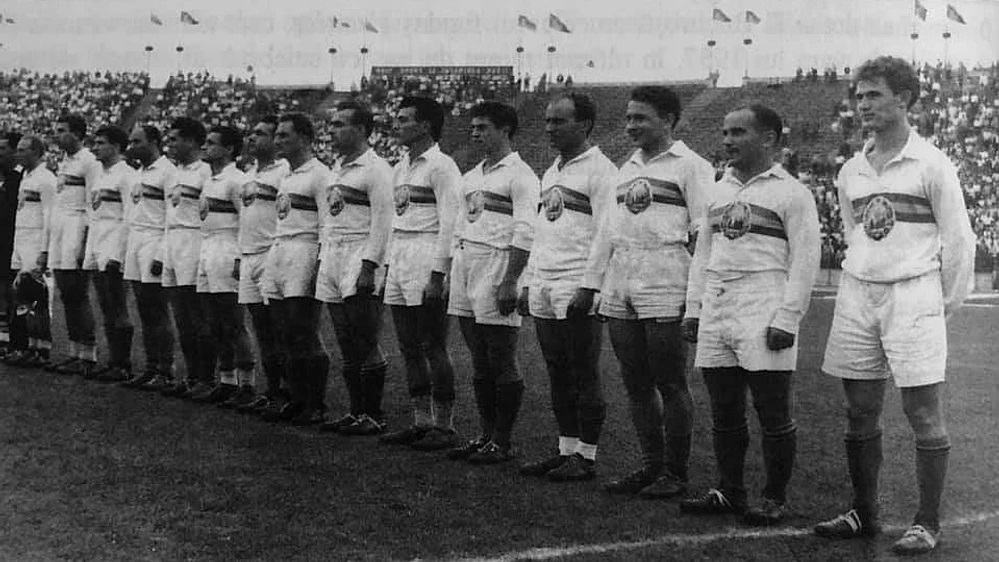
Les Chênes en juin 1960.

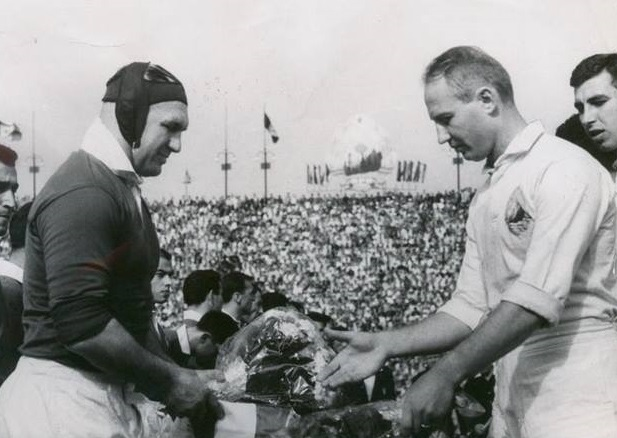
Échange des fanions, lors de Roumanie-Italie, le 10 juin 1962 à Bucarest.

L'équipe de Roumanie de rugby rivalise avec les grandes nations européennes jusqu'à la fin des années 1980. En effet, Napoléon III avait contribué, par sa diplomatie, à la reconnaissance par les États d'Europe de la Roumanie. Depuis, Bucarest n'a qu'une ambition : être le Paris du pays du Danube. Et comment y parvenir mieux qu'en envoyant à Paris, au début du XXe siècle, des étudiants ?
Ces étudiants roumains découvrent un jeu nouveau, en plein essor : le rugby à XV. Ils l'exportent chez leurs compatriotes. Produit « Made in France », le rugby est très populaire. En 1915 naît le Stadiul Roman, rejeton du Stade français : même recrutement lycéen, mêmes couleurs de maillot, mêmes structures omnisports avec le rugby au centre.
Le rugby naît à Bucarest, il y sera longtemps pratiqué modestement mais résolument. En 1924, une première victoire est acquise face à la Pologne. Avant-guerre, Roumains et Français s'affrontent à deux reprises : en 1924 également, à Colombes, lors des Jeux olympiques, puis quatorze ans plus tard en 1938, à Bucarest. Les capitaines roumains sont alors le trois-quarts centre Nicolae Mărăscu en 1924, puis le troisième ligne aile Constantin Turut en 1938 ; les 3e et 4e matchs n'auront lieu qu'en 1957 entre les deux pays, sous le capitanat du demi de mêlée Dumitru Ionescu dit Titi (ce joueur avait déjà joué contre l'Italie 23 années auparavant en 1934). En 1939, un club provincial existe (la formation des usines d'aviation de Brașov), pour les dix-sept autres clubs tous implantés dans la capitale. En 1945, les structures du rugby sont modifiées. Les clubs deviennent officiellement corporatistes. L'État permettra au rugby de partir à la conquête de la province. Des progrès significatifs sont enregistrés avec à la clé quelques succès internationaux. De 1960 à 1963, sous le capitanat du 3e ligne aile Viorel Morariu, la Roumanie réussit même une série de 4 matchs sans défaite face aux Français, alors que ces derniers ont obtenu quant à eux une série de 4 victoires dans le Tournoi des Cinq Nations. Les nations britanniques accordèrent la cape aux joueurs appelés à affronter la Roumanie seulement à partir de 1983.

### 1945 – 1990: la  Roumanie proche des plus grandes nations du rugby

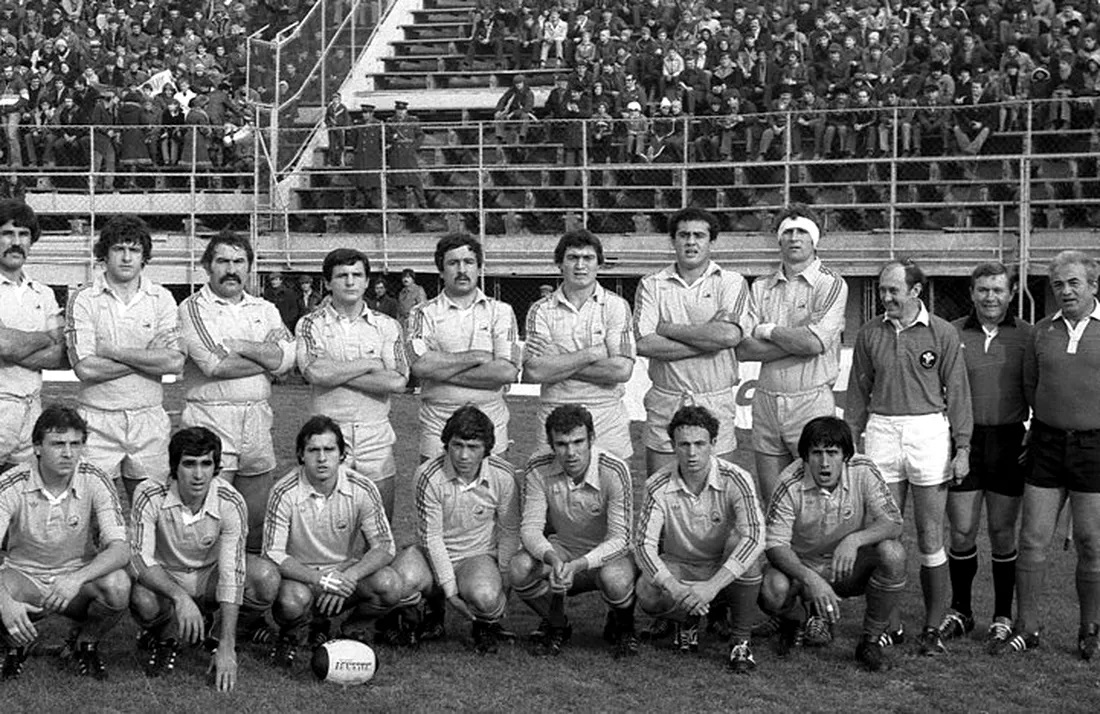
L'équipe roumaine qui a battu la France 15 - 0 en novembre 1980.

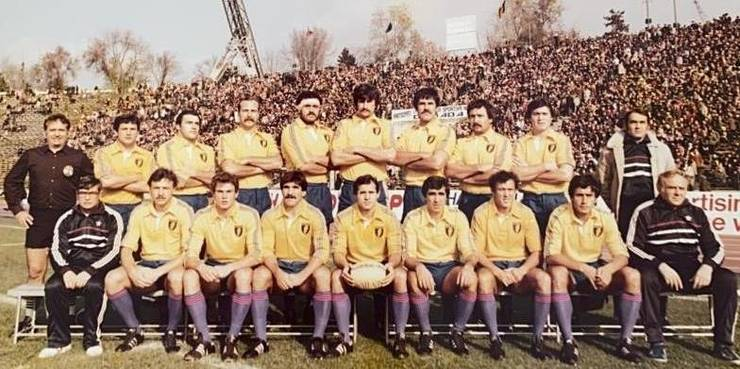
L'équipe de Roumanie avant un match test contre le Pays de Galles en 1983.

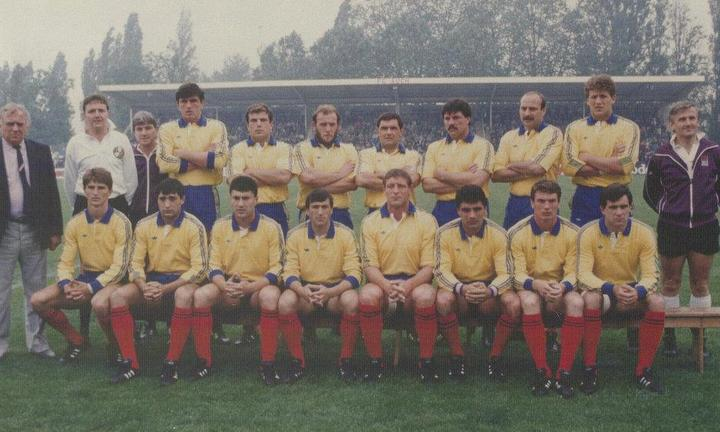
Le match France-Roumanie au stade Jacques-Fouroux d'Auch en 1990.

Les Roumains s'améliorent dans le jeu, établissent une série de quatre matchs sans défaite contre les Français entre 1959 et 1962 (2 victoires et 2 nuls). Les Roumains jouent également fréquemment contre les Italiens. Ils commencent à affronter les nations britanniques en 1981 : ils battent deux fois les Gallois et une fois les Écossais au cours des années 80. En 1981, ils affrontent les Néo-Zélandais avec à la clé une défaite mémorable (14-6).
De 1959 à 1964, la Roumanie enregistre une série de 25 matchs sans défaite, ce qui constitue un record mondial inégalé,.
À cette époque, des joueurs tels que le Lion britannique Rob Ackerman décrivent la Roumanie comme une équipe d'un niveau comparable à celui des All Blacks, grâce à des joueurs jouant au rugby comme à l'armée – de fait certains internationaux roumains sont alors aussi militaires – avec une dimension physique impressionnante.
Plus tard, ils battent à la surprise générale la France au stade Jacques-Fouroux d'Auch le 24 mai 1990, ainsi que l'Écosse à Bucarest le 31 août 1991.
Au début des années 1980, le pays compte 13 000 joueurs.
Depuis, l'équipe roumaine tente de se faire une place dans le circuit du rugby international. Mais les meilleurs joueurs ont quitté le pays, généralement pour la France, et il est bien difficile pour l'équipe nationale de se reconstruire, même si elle a participé à toutes les Coupes du monde depuis la création de l'épreuve en 1987 jusqu'en 2015 (inclus).

### 1990 – 2010: la dégringolade après la révolution
La chute du dictateur Nicolae Ceaușescu en 1989 plonge les clubs roumains dans la crise. Nombre d'entre eux disparaissent, et la sélection nationale en subit les conséquences. Pendant plus de vingt ans, la Roumanie dégringole dans la hiérarchie mondiale.
Les Roumains font ainsi de bien pâles prestations en Coupe du monde. Ils terminent derniers de leur poule en 1995 et troisièmes en 1991 et 1999. S'ils battent l'Italie en 1994 et l'Écosse en 1991, ils subissent de gros revers contre les autres sélections majeures, en particulier les nations britanniques. Les années glorieuses sont désormais loin derrière la sélection roumaine, qui n'est plus capable de battre des nations comme le Pays de Galles (depuis 1988), l'Écosse (depuis 1991), la France (depuis 1990) ou l'Italie (depuis 2004).

Roumanie – Irlande à Lansdowne Road en 2005.

Après un échec déjà retentissant au Pays de Galles au Millenium en septembre 2001 (81-9), les Roumains perdent 134 à 0 contre les Anglais à Twickenham deux mois plus tard, ce qui constitue le plus gros écart de points jamais enregistré dans un match de rugby, alors que quelques mois auparavant, ils avaient plutôt bien tenu tête à l'Irlande lors d'un test match (37-3). Ce triste record de la plus lourde défaite est battu plus tard lors de la Coupe du monde de rugby à XV 2003 lors du match Australie - Namibie (142-0).
En 2006, la Roumanie remporte le championnat européen des nations. Lors de la Coupe du monde en France, les Roumains perdent leur premier match de peu contre l'Italie (24-18), avant d'être douchés 42 à 0 par l'Écosse. Ils battent de justesse le Portugal (14-10) et sont totalement impuissants lors du dernier match contre des Néo-Zélandais nettement supérieurs malgré l'absence de Dan Carter (85-8).
La Roumanie termine dernière de sa poule lors de la coupe du monde 2011. Pourtant, au premier match, les Roumains frôlent l'exploit contre l'Écosse : après avoir mené 24 à 21 à la 70e minute, ils ne tiennent pas et encaissent treize points pour s'incliner 34 à 24. Ensuite, les Roumains subissent de lourds revers contre l'Argentine (43-8) et Angleterre (67-3). L'espoir d'éviter une cuillère de bois s'envole quand ils s'inclinent encore face à leurs principaux concurrents en championnat européen des nations, les Géorgiens (25-9).

### L'après 2011: le renouveau?
Romeo Gontineac quitte la tête de la sélection après la coupe du monde 2011 et est remplacé par le mythique Hari Dumitras. Les résultats restent moyens, la Roumanie finit deuxième du Championnat européen des nations 2010-2012 mais avec quatre défaites (deux contre la Géorgie, une en Espagne face à la sélection espagnole et une au Portugal face aux Portugais. Puis elle subit deux défaites à domicile lors de la tournée de novembre 2012 respectivement contre le Japon et les États-Unis (23-34 et 3-34). Hari Dumitras sera limogé à l'issue de cette tournée.
Son remplaçant, le Gallois Lynn Howells, fait ses débuts à la tête de la sélection en 2013, lors de la première journée du Championnat européen des nations 2012-2014, avec une difficile victoire au Portugal (13-19). Son équipe s'impose par la suite trois fois respectivement contre la Russie (29-14), en Espagne (25-15) et en Belgique (32-14). Ils terminent la phase aller par un match nul à Bucarest contre la Géorgie (9-9). En juin, la Roumanie accueille la Coupe des Nations, compétition amicale disputée tous les ans à Bucarest, et remporte cette dernière grâce à trois victoires en autant de rencontre contre la Russie, et les équipes espoirs argentine et italienne. Lors de la tournée automnale de 2013, le XV du chêne impressionne en s'imposant contre les Tonga (19-18) et le Canada (21-20), mais s'incline contre les Fidji (7-26).
La Roumanie aborde très sérieusement la phase retour du Championnat européen des nations 2012-2014. Après trois larges succès contre le Portugal (24-0), la Russie (34-3) et l'Espagne (32-6), la Roumanie s'assure d'obtenir son billet pour la coupe du monde de rugby à XV 2015. Après une victoire bonifiée contre la Belgique (29-10), la Roumanie échoue au dernier match du tournoi, le match pour la victoire finale, face à la Géorgie (22-9). Deuxième du Championnat européen des nations 2012-2014, la Roumanie gagne sa place dans le groupe D de la coupe du monde 2015, aux côtés de la France, de l'Irlande, de l'Italie et du Canada.

## Palmarès
- Médaille de bronze aux Jeux olympiques de 1924 (capitaine: Nicolae Mărăscu)

- Vainqueur du Championnat européen des nations en 1968-1969 ; 1974-1975 ; 1976-1977 ; 1980-1981 ; 1982-1983 ; 1999-2000 ; 2000-2002 ; 2004-2006 ; 2017.

## Joueurs actuels
Le 16 août 2023, le sélectionneur roumain annonce les trente-trois joueurs retenus pour la Coupe du monde. Cristian Chirică est le capitaine de la sélection.
Le 28 août, Mihai Macovei, Mihai Mureșan et Paul Popoaia déclarent forfait pour la compétition, ils sont remplacés par André Gorin, Sioeli Lama et Taliauli Sikuea.
Le 26 septembre, Taylor Gontineac, Gabriel Pop et Hinckley Vaovasa sont forfaits pour le reste de la compétition après des blessures, ils sont remplacés par Mihai Graure, Alexandru Bucur et Luca Nichitean.

### Avants
| Nom               | Naissance         | Club                   | Année de 1re sélection |
| Pilier            | Pilier            | Pilier                 | Pilier                 |
| ----------------- | ----------------- | ---------------------- | ---------------------- |
| Costel Burțilă    | 23 septembre 1991 | RC Hyères Carqueiranne | 2020                   |
| Thomas Crețu      | 5 mars 2002       | Stade aurillacois      | 2023                   |
| Gheorghe Gajion   | 13 novembre 1992  | Stade montois          | 2022                   |
| Alexandru Gordaș  | 11 mai 1994       | Dinamo Bucarest        | 2015                   |
| Iulian Hartig     | 11 octobre 1998   | RC bassin d'Arcachon   | 2019                   |
| Alexandru Savin   | 12 février 1995   | RC Steaua Bucarest     | 2019                   |
| Talonneur         |                   |                        |                        |
| Florin Bărdașu    | 23 septembre 1991 | RC Steaua Bucarest     | 2016                   |
| Ovidiu Cojocaru   | 19 novembre 1996  | Dinamo Bucarest        | 2016                   |
| Rob Irimescu      | 1er mars 1996     | CSM Baia Mare          | 2023                   |
| Deuxième ligne    |                   |                        |                        |
| Ștefan Iancu      | 1er juillet 1998  | CSM Baia Mare          | 2022                   |
| Marius Iftimiciuc | 13 août 1997      | US Carcassonne         | 2018                   |
| Adrian Moțoc      | 11 juillet 1996   | Biarritz olympique     | 2017                   |
| Troisième ligne   |                   |                        |                        |
| Cristian Boboc    | 9 octobre 1995    | RC Steaua Bucarest     | 2021                   |
| Cristian Chirică  | 9 avril 1997      | Dinamo Bucarest        | 2016                   |
| André Gorin       | 30 novembre 1987  | RC Hyères Carqueiranne | 2009                   |
| Vlad Neculau      | 7 janvier 1998    | SCM Rugby Timișoara    | 2019                   |
| Florian Roșu      | 20 avril 1993     | CSM Baia Mare          | 2021                   |
| Dragoș Ser        | 4 mars 1999       | RC Steaua Bucarest     | 2020                   |
| Damian Strătilă   | 28 juillet 1996   | RC Steaua Bucarest     | 2021                   |

### Arrières
| Nom               | Naissance         | Club                | Année de 1re sélection |
| Demi de mêlée     | Demi de mêlée     | Demi de mêlée       | Demi de mêlée          |
| ----------------- | ----------------- | ------------------- | ---------------------- |
| Alin Conache      | 7 mai 2002        | SCM Rugby Timișoara | 2022                   |
| Gabriel Rupanu    | 28 septembre 1997 | SCM Rugby Timișoara | 2019                   |
| Florin Surugiu    | 10 décembre 1984  | RC Steaua Bucarest  | 2008                   |
| Demi d'ouverture  |                   |                     |                        |
| Tudor Boldor      | 29 novembre 1997  | Dinamo Bucarest     | 2018                   |
| Luca Nichitean    | 29 juin 1999      | CSM Baia Mare       | -                      |
| Centre            |                   |                     |                        |
| Alexandru Bucur   | 24 avril 1994     | CSM Baia Mare       | 2018                   |
| Mihai Graure      | ?                 | ?                   | -                      |
| Tevita Manumua    | 12 février 1993   | SCM Rugby Timișoara | 2023                   |
| Jason Tomane      | 4 mars 1995       | CSM Baia Mare       | 2020                   |
| Ailier - Arrière  |                   |                     |                        |
| Sioeli Lama       | 12 octobre 1995   | RC Steaua Bucarest  | 2021                   |
| Nicolas Onuțu     | 27 décembre 1995  | CS Vienne           | 2016                   |
| Taliauli Sikuea   | 14 juillet 1995   | CSM Baia Mare       | 2023                   |
| Marius Simionescu | 5 septembre 1997  | SCM Rugby Timișoara | 2017                   |
| Fonovai Tangimana | 25 octobre 1989   | RC Steaua Bucarest  | 2016                   |

## Joueurs emblématiques

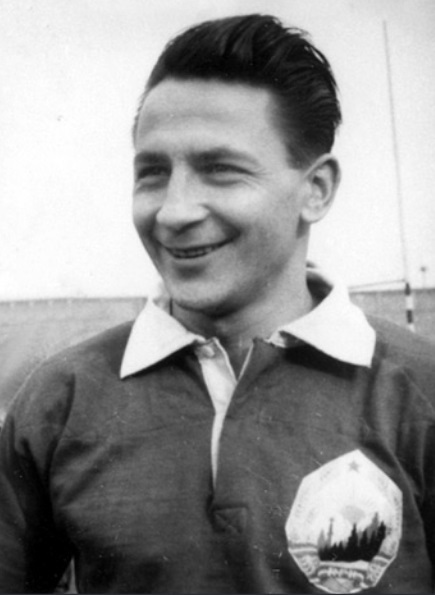
Dumitru Alexandru
- Petru Bălan
- Gabriel Brezoianu
- Mihai Bucos
- Valentin Calafeteanu
- Grigore Caracostea[Note 2]
- Ion Constantin
- Tudor Constantin
- Constantin Cratunescu[Note 3]
- Paul Ciobănel
- Ioan Ciofu
- Sandu Ciorăscu
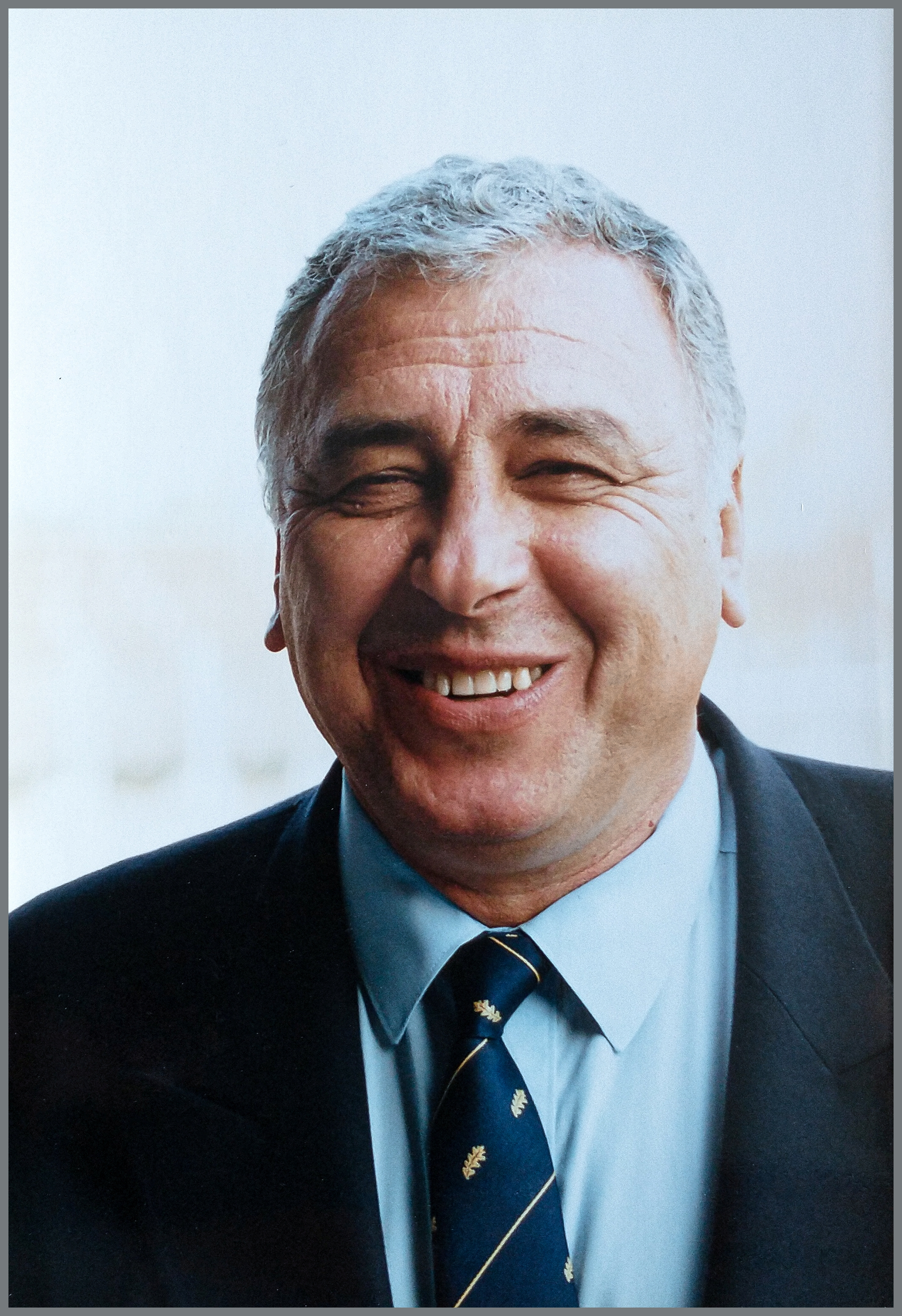
Radu Demian
- Constantin Dinu
- Nicolae Dima
- Ionuț Dimofte
- Gheorghe Dumitru
- Hari Dumitraș
- Iulian Dumitraș
- Dănuț Dumbravă
- Cātălin Fercu
- Romeo Gontineac
- Mircea Iconomu[Note 4]
- Valeriu Irimescu
- Mihăiță Lazăr
- Adrian Lungu
- Valentin Maftei
- Alexandru Manta
- Ion Marica
- Nicolae Mărăscu
- Răzvan Mavrodin
- Florică Murariu
- Petre Mitu
- Mircea Muntean
- Viorel Morariu
- Virgil Năstase
- Mircea Paraschiv
- Cristian Petre
- Alexandru Penciu
- Alin Petrache
- Sorin Socol
- Gheorghe Solomie
- Lucian Sîrbu
- Marius Tincu
- Marian Tudori
- Ion Țuțuianu
- Petrișor Toderașc
- Ionuț Tofan
- Ovidiu Tonița
- Valentin Ursache
- Florin Vlaicu
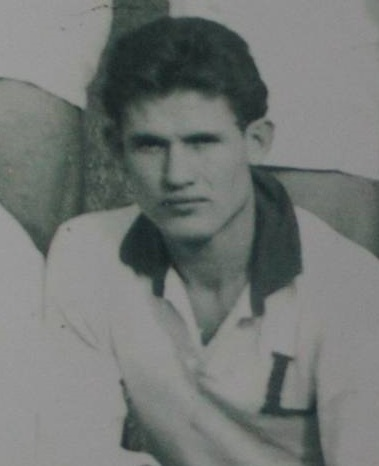
Mihai Wusek
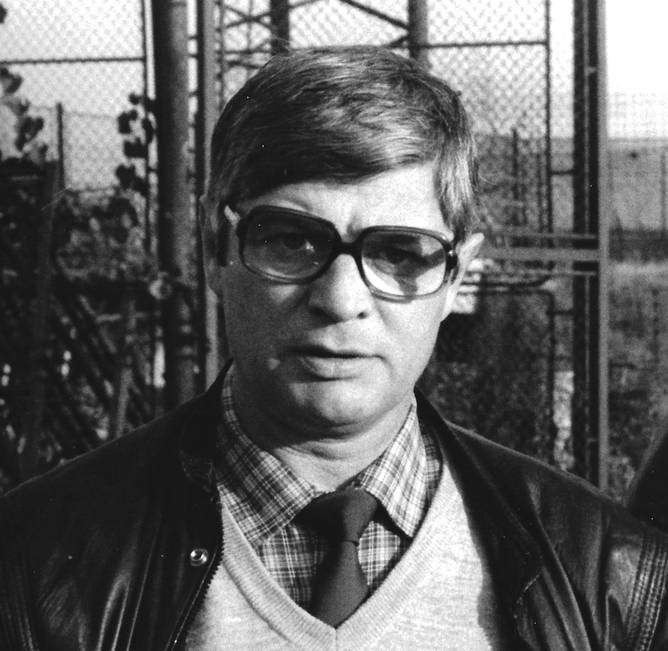
Valeriu Irimescu
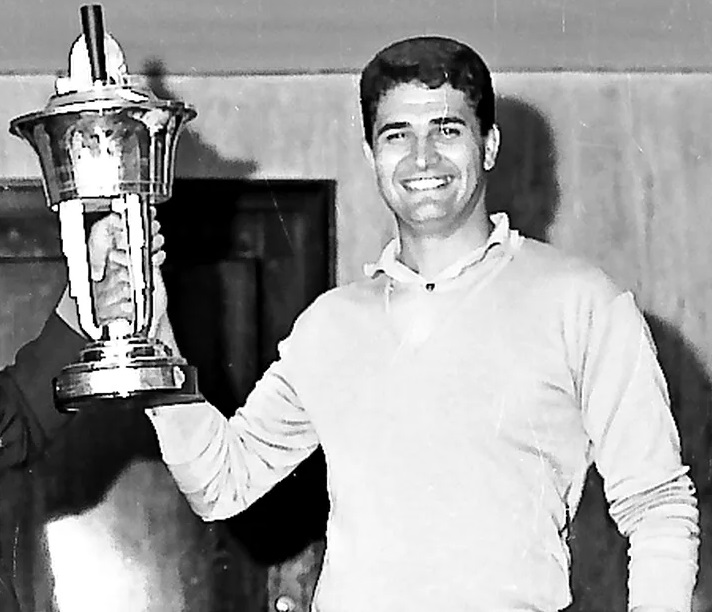
Ion Țuțuianu
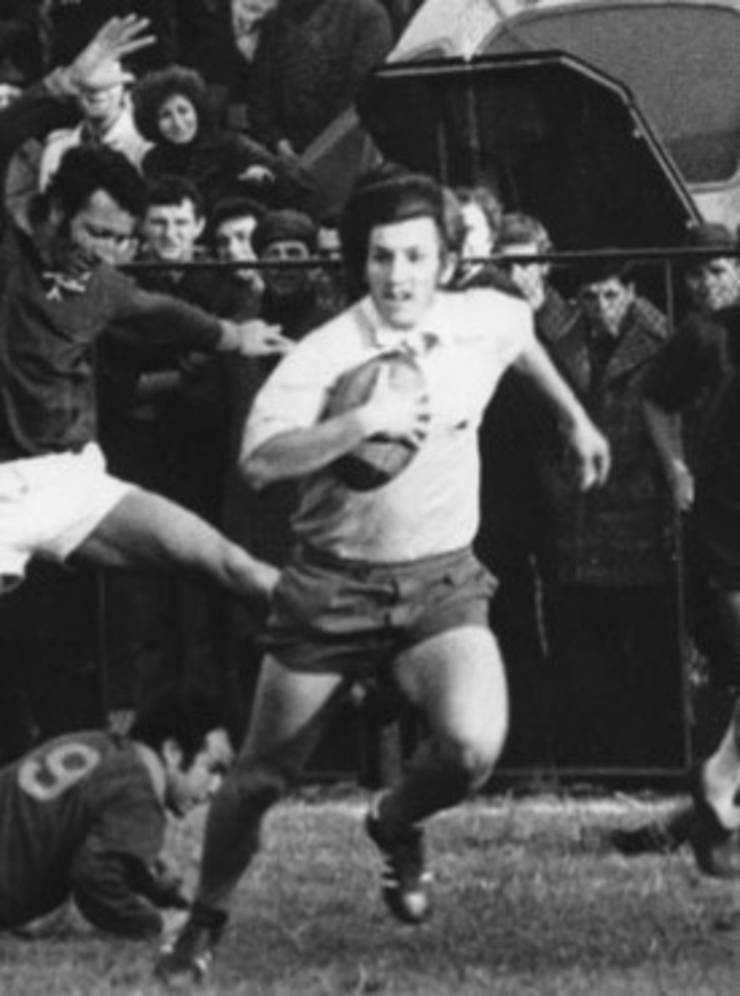
Mihai Bucos
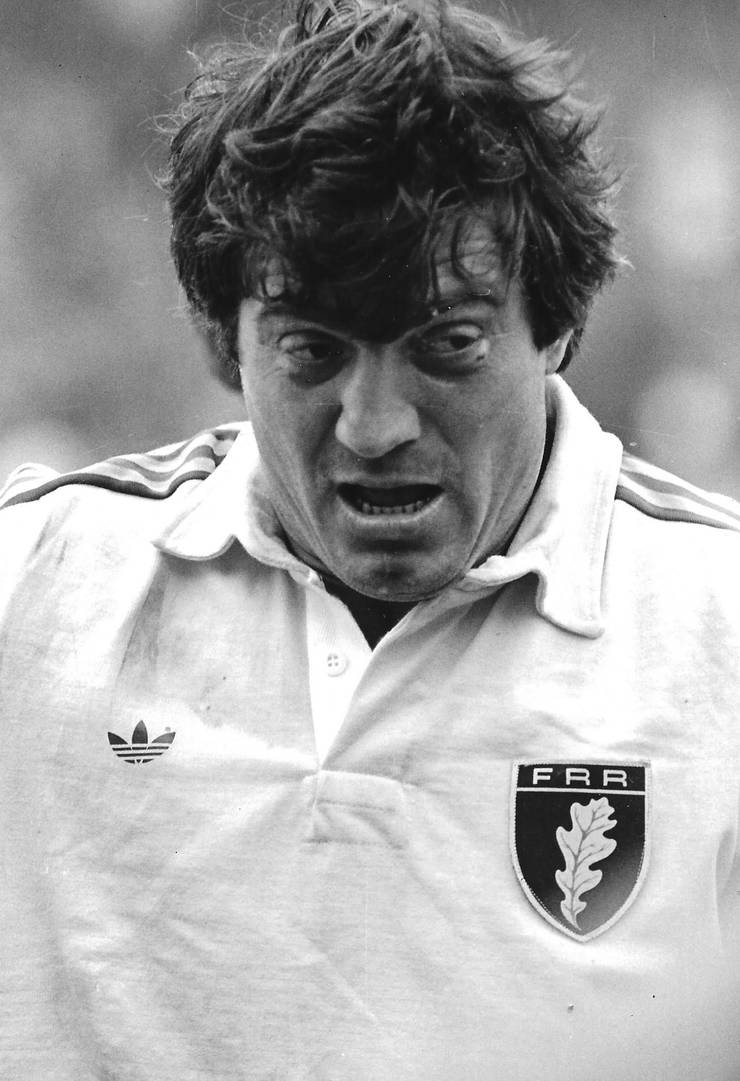
Florică Murariu
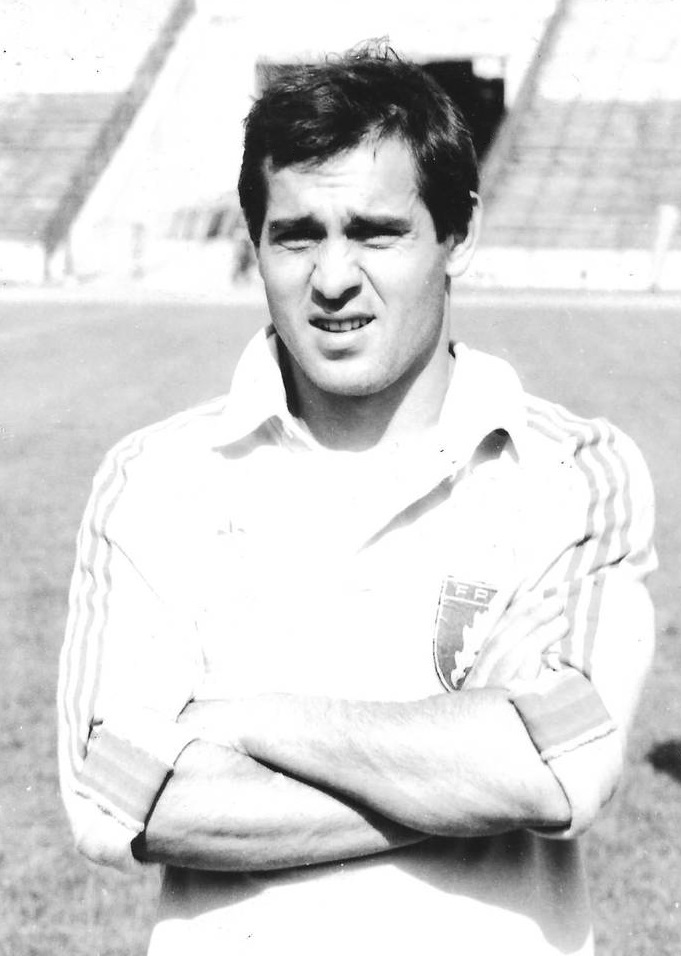
Mircea Paraschiv
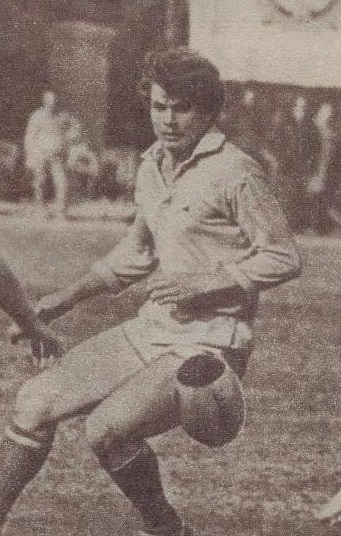
Adrian Lungu
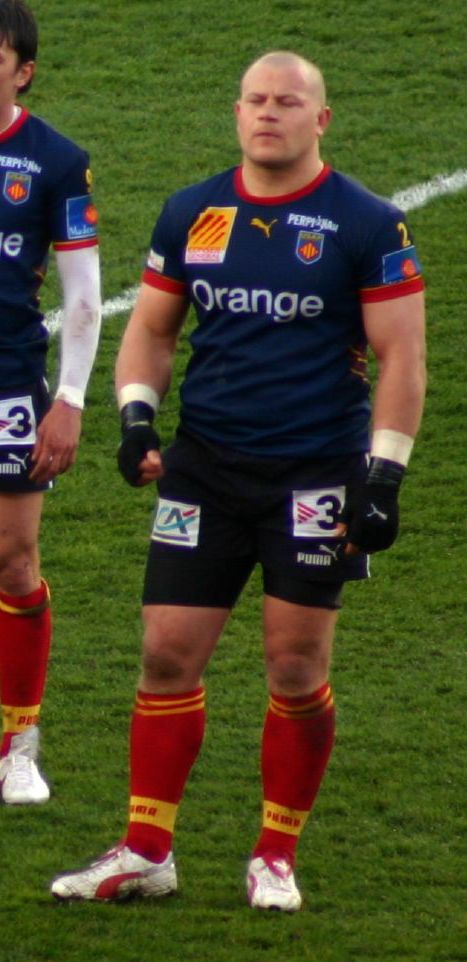
Marius Tincu
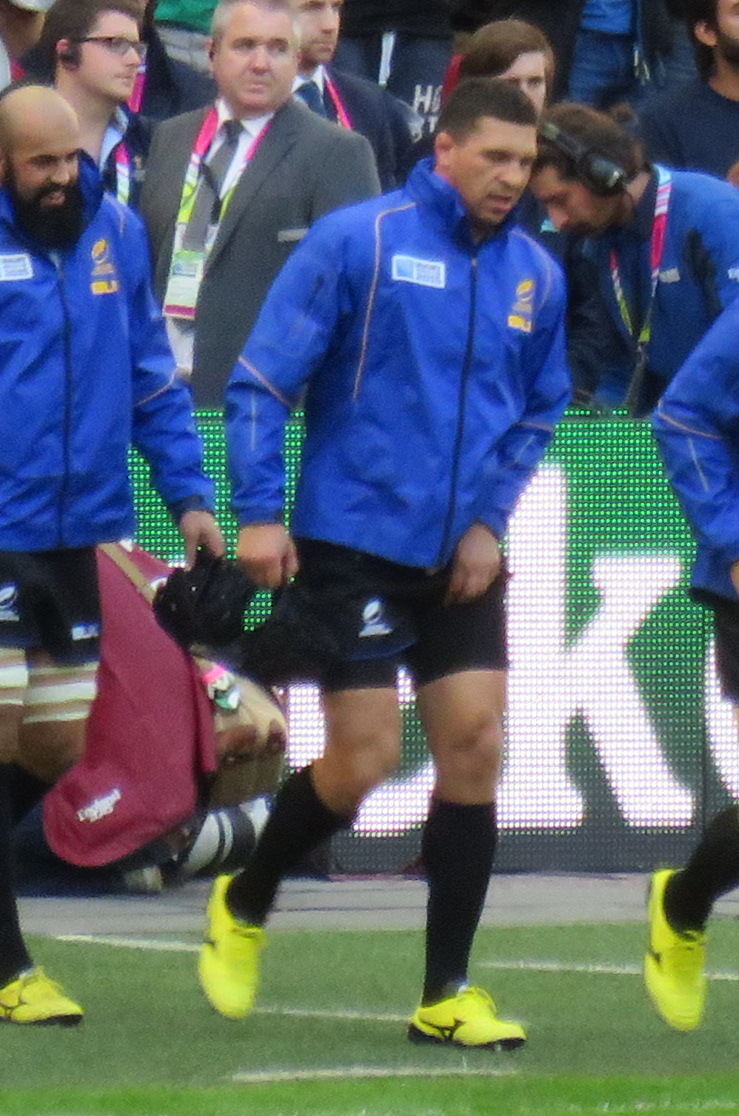
Ovidiu Tonița
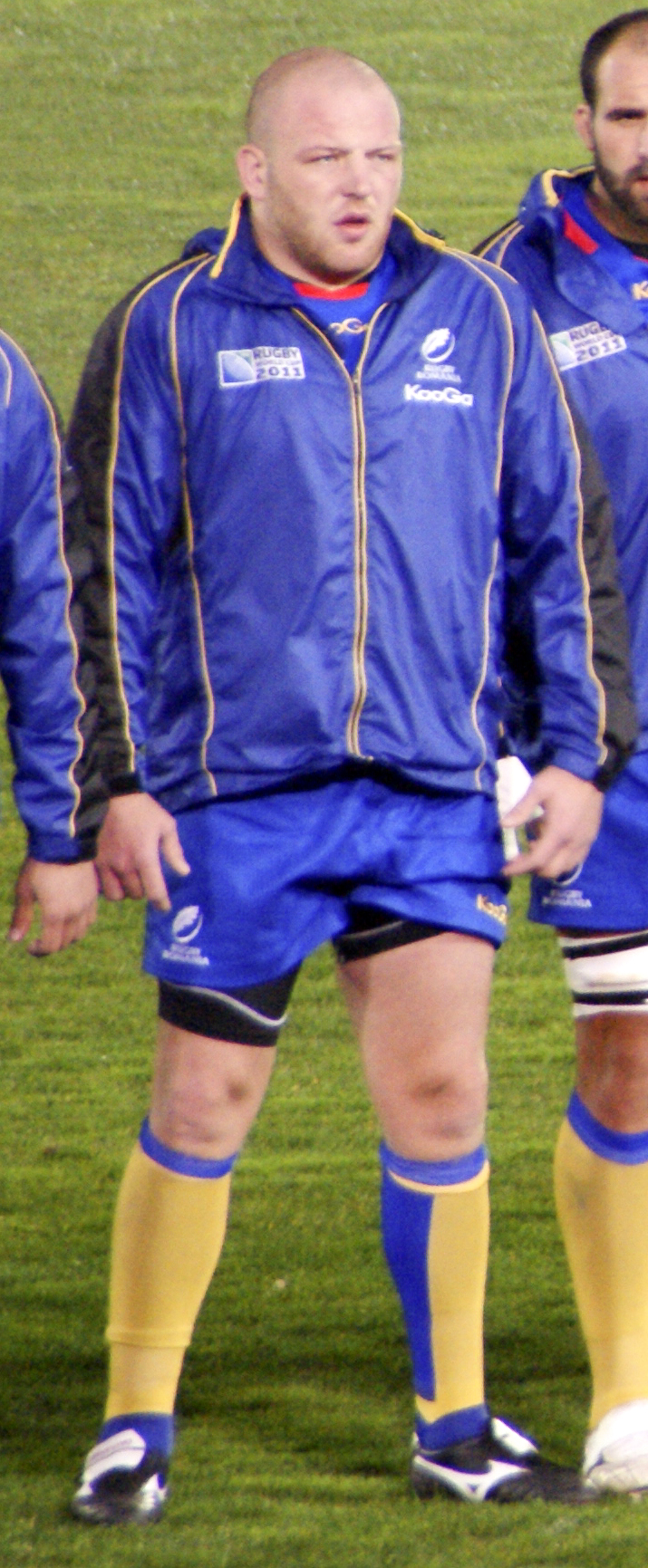
Mihăiță Lazăr

- Alexandru Penciu
- Radu Demian
- Mihai Wusek
- Valeriu Irimescu
- Ion Țuțuianu
- Mihai Bucos
- Florică Murariu
- Mircea Paraschiv
- Adrian Lungu
- Marius Tincu
- Ovidiu Tonița
- Mihăiță Lazăr

## Liste des sélectionneurs
Le tableau ci-contre donne la liste des entraîneurs du XV de Roumanie qui se sont succédé depuis 1959.
| Entraîneur                      | Activité  |
| ------------------------------- | --------- |
| René Deleplace                  | 1959-1961 |
| Petre Cosmănescu                | 1961-1965 |
| Viorel Morariu                  | 1965-1968 |
| Petre Cosmănescu                | 1968-1972 |
| Valeriu Irimescu                | 1973-1974 |
| Petre Cosmănescu                | 1974-1981 |
| Theodor Rădulescu               | 1985-1987 |
| Mihai Naca                      | 1987-1989 |
| Theodor Rădulescu               | 1989-1990 |
| Peter Ianusevici                | 1991      |
| Theodor Rădulescu               | 1992-1994 |
| Mircea Paraschiv                | 1994-1999 |
| Eduard Suciu                    | 1999-2001 |
| Bernard Charreyre               | 2002-2003 |
| Philippe Sauton                 | 2003-2004 |
| Daniel Santamans Robert Antonin | 2004-2007 |
| Marin Moț                       | 2007-2008 |
| Serge Laïrle                    | 2009-2010 |
| Romeo Gontineac                 | 2010-2011 |
| Hari Dumitras                   | 2011-2012 |
| Lynn Howells                    | 2012-2018 |
| Thomas Lièvremont               | 2018      |
| Marius Tincu                    | 2019      |
| Andy Robinson                   | 2019-2022 |
| Eugen Apjok                     | 2023      |
| David Gérard                    | 2024-     |

## Statistiques

### Records
(décembre 2024).
- Si vous ne connaissez pas le sujet, laissez ce bandeau (vous pouvez alors contacter les auteurs).
- Si vous supprimez le contenu mis en cause (vous pouvez préalablement contacter les auteurs),

argumentez précisément cette suppression dans la page de discussion
(un manque de référence n'est pas un argument ; une recherche réelle de référence doit avoir été effectuée, être formellement documentée).

#### Record de sélections
| Rang | Joueur               | Période   | Sélections |
| ---- | -------------------- | --------- | ---------- |
| 1    | Florin Vlaicu        | 2006-2022 | 129        |
| 2    | Cătălin Fercu        | 2005-2020 | 109        |
| 3    | Florin Surugiu       | 2008-2024 | 108        |
| 4    | Mihai Macovei        | 2006-2023 | 104        |
| 5    | Valentin Calafeteanu | 2004-2019 | 100        |
| 6    | Cristian Petre       | 2001-2012 | 92         |
| 7    | Minya Csaba Gal      | 2005-2015 | 88         |
| 8    | Valentin Poparlan    | 2007-2020 | 77         |
| 9    | Romeo Gontineac      | 1995-2008 | 76         |
| 9    | Adrian Lungu         | 1980-1995 | 76         |
| 9    | Lucian Mihai Sirbu   | 1996-2011 | 76         |

#### Record de points
En gras les joueurs encore en activité
| Rang | Joueur               | Période   | Points |
| ---- | -------------------- | --------- | ------ |
| 1    | Florin Vlaicu        | 2006-2022 | 1030   |
| 2    | Dănuț Dumbravă       | 2002-2015 | 389    |
| 3    | Petre Mitu           | 1996-2009 | 339    |
| 4    | Ionut Tofan          | 1996-2007 | 316    |
| 5    | Valentin Calafeteanu | 2004-2019 | 233    |
| 6    | Neculai Nichitean    | 1990-1997 | 201    |
| 7    | Ionel Melinte        | 2018-     | 176    |
| 8    | Cătălin Fercu        | 2005-2020 | 171    |
| 9    | Gelu Ignat           | 1986-1992 | 148    |
| 10   | Gabriel Brezoianu    | 1996-2007 | 142    |

#### Record d'essais
En gras les joueurs encore en activité :
| Rang | Joueur            | Période   | Essais |
| ---- | ----------------- | --------- | ------ |
| 1    | Cătălin Fercu     | 2005-2020 | 33     |
| 2    | Gabriel Brezoianu | 1996-2007 | 28     |
| 3    | Mihai Macovei     | 2006-2023 | 22     |
| 4    | Ionut Dumitru     | 2013-2022 | 17     |
| 5    | Ovidiu Toniţa     | 2000-2016 | 15     |
| 6    | Petre Mitu        | 1996-2009 | 14     |
| 6    | Cristian Săuan    | 1999-2007 | 14     |
| 6    | Marius Tincu      | 2002-2012 | 14     |
| 6    | Florin Vlaicu     | 2006-2022 | 14     |

### Classement World Rugby
| #    | 2003 | 2004 | 2005 | 2006 | 2007 | 2008 | 2009 | 2010 | 2011 | 2012 | 2013 |
| ---- | ---- | ---- | ---- | ---- | ---- | ---- | ---- | ---- | ---- | ---- | ---- |
| Rang | 14   | 13   | 16   | 15   | 15   | 17   | 19   | 19   | 18   | 19   | 18   |
| #    | 2014 | 2015 | 2016 | 2017 | 2018 | 2019 | 2020 | 2021 | 2022 | 2023 |      |
| Rang | 17   | 17   | 16   | 15   | 18   | 19   | 19   | 15   | 20   | 19   |      |